# Knölsvärta
Knölsvärta (Melanitta deglandi) är en fågel som tillhör underfamiljen Merginae. Tidigare behandlades artens två taxon stejnegeri och deglandi som underarter till svärta, men idag behandlar flera auktoriteter dem istället som två egna arter; sibirisk knölsvärta och amerikansk knölsvärta.

## Utbredning och systematik
Knölsvärtan kategoriserades tidigare som en underart till svärta (Melanitta fusca) och vissa gör det fortfarande, men på grund av olika näbbform och utformning av luftstrupe (vilket indikerar olika spelläten) gav Sveriges ornitologiska förenings taxonomiska kommitté knölsvärtan artstatus i januari 2007.
Knölsvärta delas i sin tur upp i två underarter:
- M. d. stejnegeri – häckar i östra Sibirien från Jenisejfloden österut till Kamtjatka.
- M. d. deglandi – nominatformen häckar i Alaska och i västra och centrala Kanada.

Vissa auktoriteter, däribland Birdlife International, Birdlife Sverige och IUCN, särskiljer idag de båda taxonen som de egna arterna sibirisk knölsvärta (M. stejnegeri) och amerikansk knölsvärta (M. deglandi).
Knölsvärtan är en flyttfågel och drar sig då ut till kusterna. Den amerikanska knölsvärtan återfinns om vintern utefter Amerikas västra och östra kust så långt söderut som till norra Mexiko. Den sibiriska knölsvärtan drar sig också till kusterna så långt söderut som till Kina. Under vintern överlappar de båda taxonens utbredningsområde och det förekommer blandflockar.

### Knölsvärta i Europa
Knölsvärta är en mycket sällsynt gäst i Europa med enstaka fynd från alla länder i Norden samt Storbritannien, Irland, Spanien, Frankrike och Polen. I Sverige har både sibirisk och amerikansk knölsvärta observerats.

## Utseende

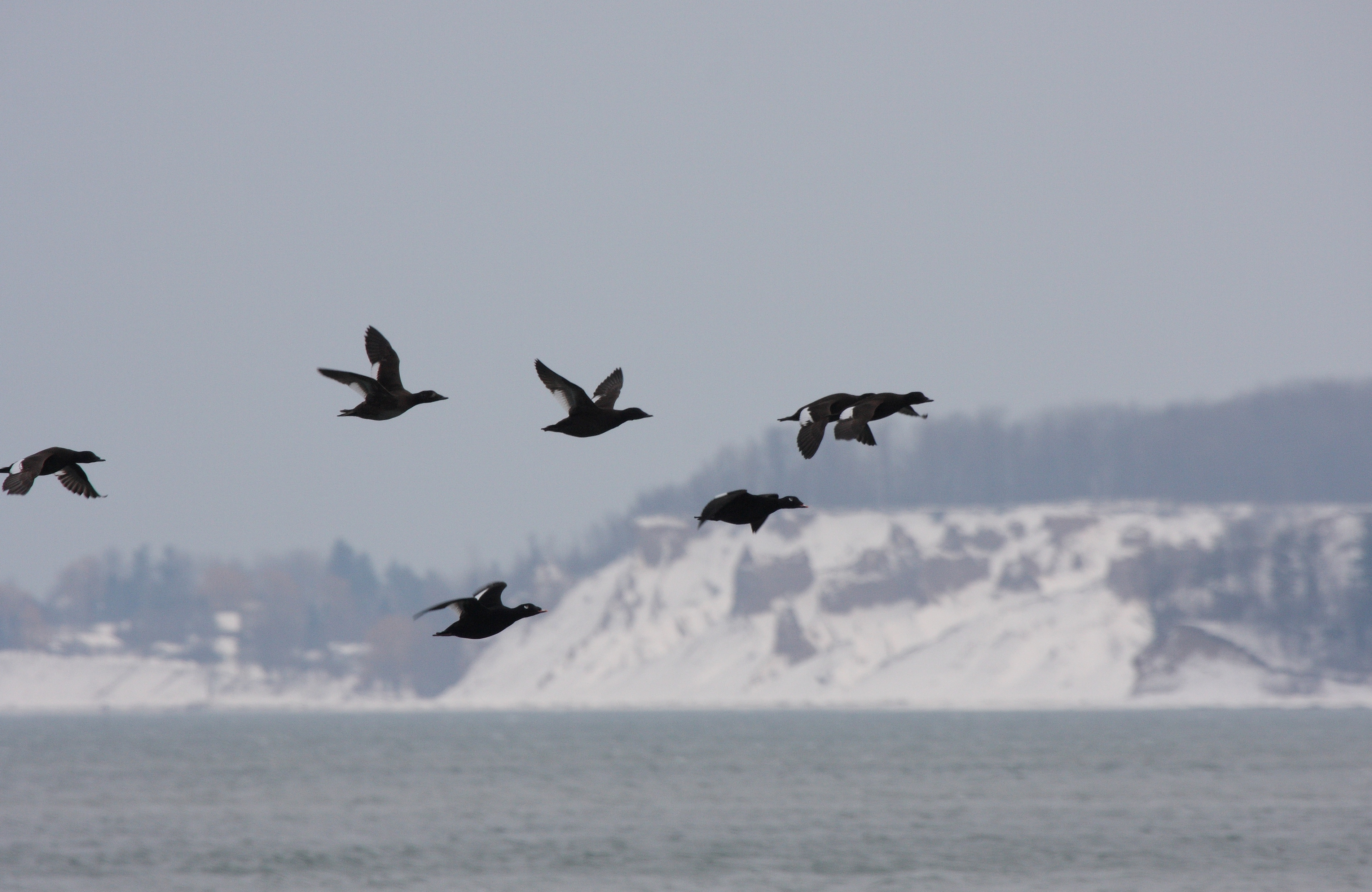
Flygande flock med amerikansk knölsvärta i Lake Ontario i januari.

Knölsvärta är mycket lik svärtan men de har större näbbknöl vilket främst syns hos den adulta hanen på sibirisk knölsvärta. Den amerikanska knölsvärtan har en mindre näbbknöl och även brunare kroppssida. Dess näbbfärg är mörkt gul medan den sibiriska har orangegul näbbfärg och svartare kroppssida.

## Ekologi
Knölsvärta föredrar att häcka på taiga och inte på öppen tundra. De häckar runt små sjöar i boreala skogar och arktisk tundra. Under vintern återfinns de i stora täta flockar som har en tendens att lyfta samtidigt. Den lever främst av mollusker, men också mask, tagghudingar, småfisk och i sötvatten insekter och insektslarver.

## Namn
Fågelns vetenskapliga artepitet hedrar  den franske ornitologen Côme Damien Degland (1787-1856).

## Status och hot
Internationella naturvårdsunionen IUCN kategoriserar de båda taxonen deglandi och stejnegeri som livskraftiga (LC) baserat på deras stora populationer och stora utbredningsområden. Båda taxonen minskar dock i antal.